# Récif Hardy (mer de Chine méridionale)
Le récif Hardy (en anglais Hardy Reef, en philippin Sakay, en mandarin Bànlù jiā (en sinogrammes 半路礁), en vietnamien Đá Phật Tự), est un atoll des îles Spratleys en mer de Chine méridionale situé au nord-est de Dangerous Ground,.

## Géographie
Le récif Hardy est un atoll corallien océanique qui s'est développé au sommet d'un mont sous-marin dans la partie sud des îles Spratleys.
Le récif est situé à environ 109 milles marins (202 km) au nord-ouest de l'île de Palawan et 188 milles marins (349 km) au nord-nord-ouest de la pointe nord de l'île de Bornéo.
Le récif se trouve au milieu d'un ensemble de caractéristiques géographiques peu profondes : le banc Southern à 21,6 milles marins (40,8 km) au nord-est, le banc Sabina à 24,8 milles marins (45,9 km) au sud-est, le récif Boxall à 30,6 milles marins (56,6 km) au sud, le banc Second Thomas à 24,3 milles marins (45,1 km) au sud-ouest, le récif Mischief à 35,6 milles marins (65,9 km) au sud-ouest et le récif Hopps à 45,8 milles marins (84,8 km) à l'ouest, l'atoll Jackson à 28,6 milles marins (53,8 km) au nord-ouest, l'île Nanshan à 41,3 milles marins (76,6 km) au nord-ouest et le récif Iroquois à 29,0 milles marins (53,7 km) au nord,.
Il s'agit d'un récif allongé en forme de gouttelette d'eau dont le grand axe pointe du nord-ouest au sud-est et mesure environ 1,2 km avec une largeur maximale de 650 mètres sur son axe du nord-est au sud-ouest. La couverture aérienne de cet atoll est de 0,59 km2 comprenant un platier récifal de 0,42 km2 et une petite pente récifale de 0,17 km2. Le platier récifal est profond de 1,5 à 2 mètres dans sa partie nord-ouest et de 2 à 3 mètres.
Le récif se découvre avec une bande de sable en son centre à marée basse.

## Revendication de souveraineté
Comme pour toutes les îles Spratleys, la propriété de l'atoll est contestée. Le récif Hardy est contrôlé par les Philippines et revendiqué par la république populaire de Chine, le Viêt Nam et la république de Chine (Taïwan).

## Structures artificielles
Il n'y a pas de structures artificielles sur le récif Hardy en 2024.